# FFG-816 충북
FFG-816 충북은 대한민국 해군이 운용하는 인천급 호위함 중 하나이다.